# 4177 Kohman
4177 Kohman este un asteroid din centura principală, descoperit pe 21 septembrie 1987 de Edward Bowell.